# Валлем, Конрад
Конрад Валлем (норв. Conrad Wallem; род. 9 июня 2000, Тёнсберг, Эстланд) — норвежский футболист, полузащитник клуба «Славия» выступающий на правах аренды за американский клуб «Сент-Луис Сити».

## Клубная карьера
Валлем — воспитанник клуба «Тёнсберг». В 2016 году он дебютировал за основной состав. В 2018 году Конрад перешёл в «Арендал» и выступал во Втором дивизионе Норвегии на протяжении трёх сезонов. В начале 2021 году Валлем перешёл в «Одд». 21 июля в матче против «Стрёмсгодсета» он дебютировал в Типпелиге. 3 октября в поединке против «Молде» Конрад забил свой первый гол за «Одд». Летом 2023 года Валлем подписал контракт на четыре года с пражской «Славией». 